# Лхунце-дзонг

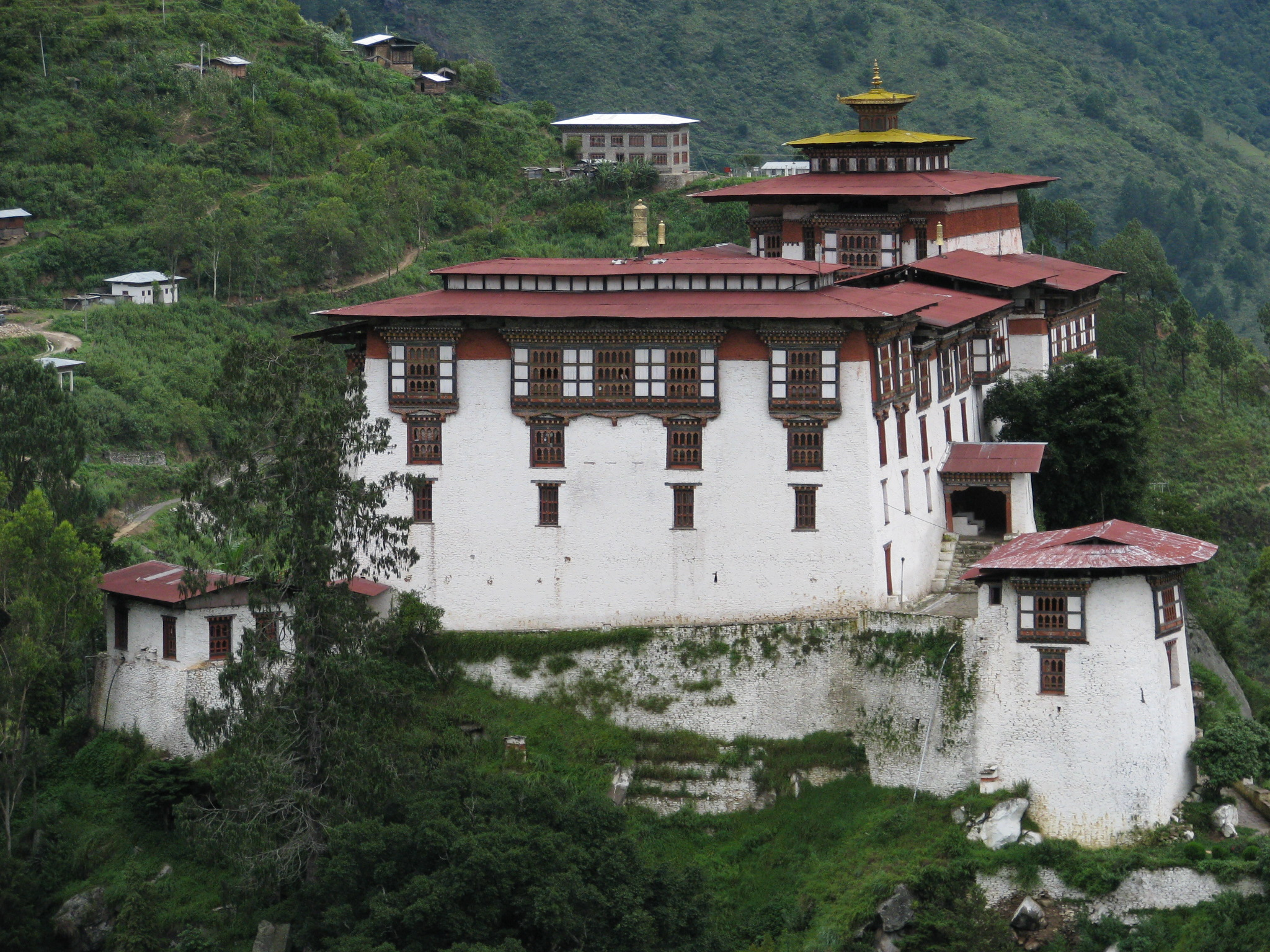
Лхунце-дзонг

Лхунце-дзонг — крепость (дзонг) и буддийский монастырь школы Ньингма в городе Лхунце в дзонгхаге Лхунце в северо-восточном Бутане. Дзонг находится на восточной стороне реки Кури-чу и закрывает собой узкую долину.
Первоначально дзонг назывался Курто, и отсюда выводят древние корни королевской семьи. Хотя географически он лежит на востоке страны, в культурном отношении дзонг относится скорее к центральному Бутану по причине относительно хороших коммуникаций с Монгаром, и торговый путь через перевал Роданг-ла .

## Географическое положение

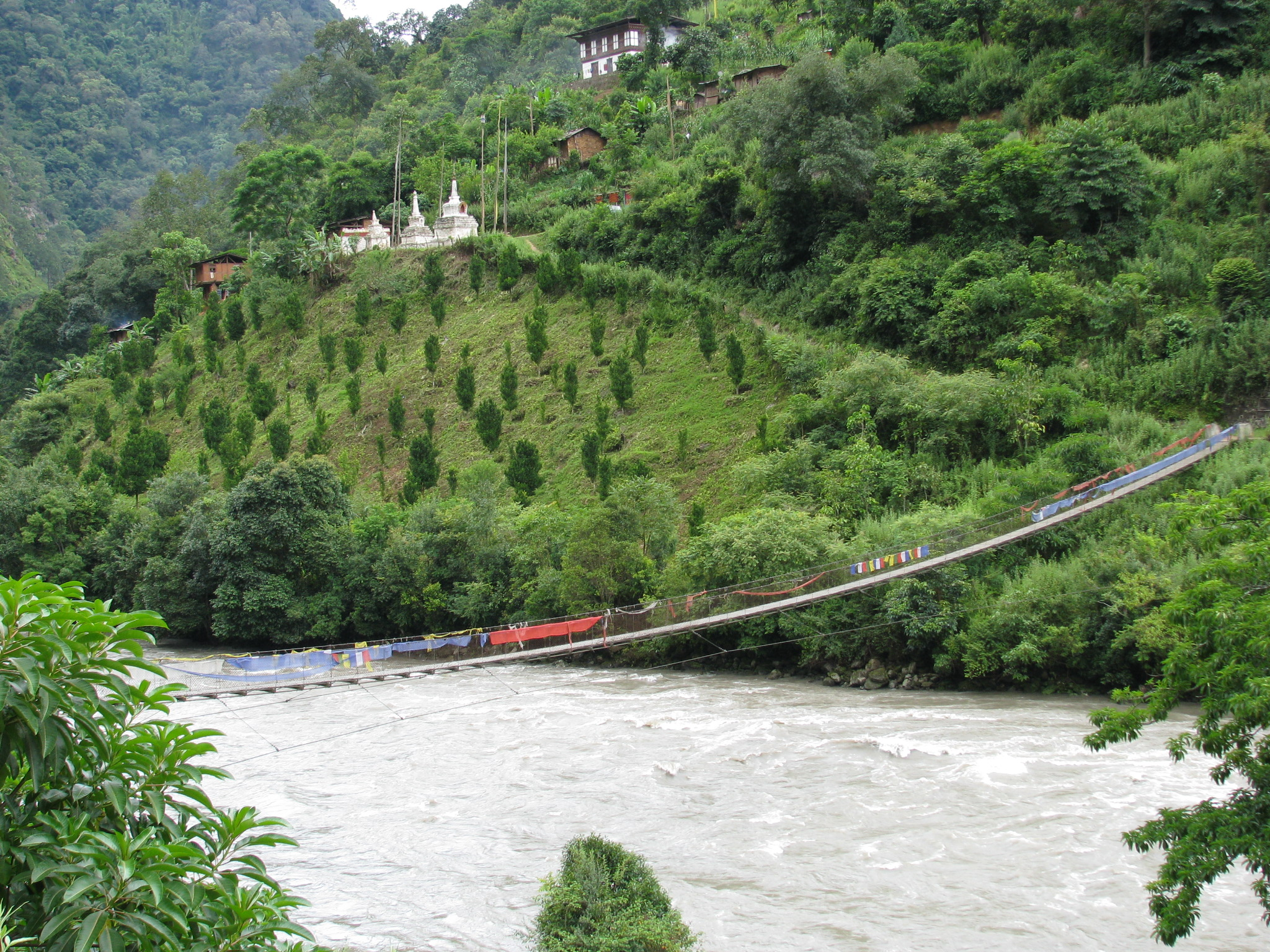
Подвесной мост через реку Кури-чу на пути к чортену и дзонгу

Дзонг находится в долине реки Кури-чу в дзонгхаге Лхунце . Живописная долина окружена холмами и высокими горными вершинами. Река Кури-чу впадает в реку Манас — приток Брахмапутры, которая орошает весь восток страны.
Дорога из Монгара до Лхунце-дзонга длиной 77 км (63 км от развилки в Гангола) требует трёх часов езды через скалы.

## История
По легенде Кхедруп Кунга Вангпо, сын тертона Пема Лингпа, обнаружил хребет, напоминающий своей формой бивень слона. Он выбрал это место для медитации, и здесь был построен павильон Курто Лхунце-пходранг.

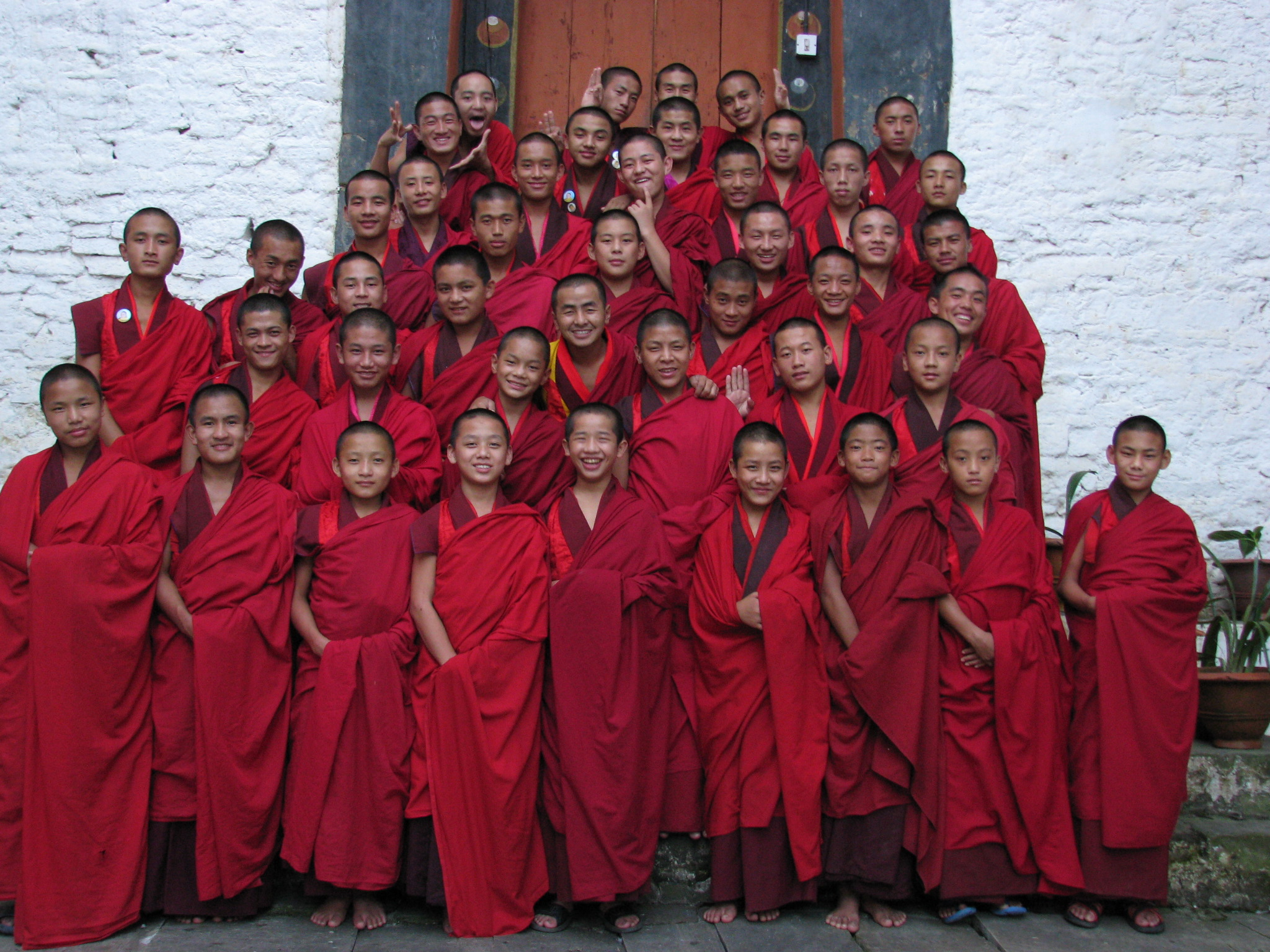
Собрание монахов-учеников

Хотя Кунга Вангпо основал монастырь ещё в 1543 году, долгое время тут ещё не было дзонга, пока в 1654 губернатор (пенлоп) Тронгса, Минджур Тенпа, не возвёл укрепления после победы в сражении, дзонг был назван резиденцией Лхунце. Дзонг был восстановлен в 1962 году, и далее между 1972 и 1974 годами. Значение дзонга определялось также его исторической ролью для дома правящей династии Вангчук. Город Лхунце стал административным центром соответствующей области. В монастыре проживает около 100 монахов.

## Архитектура

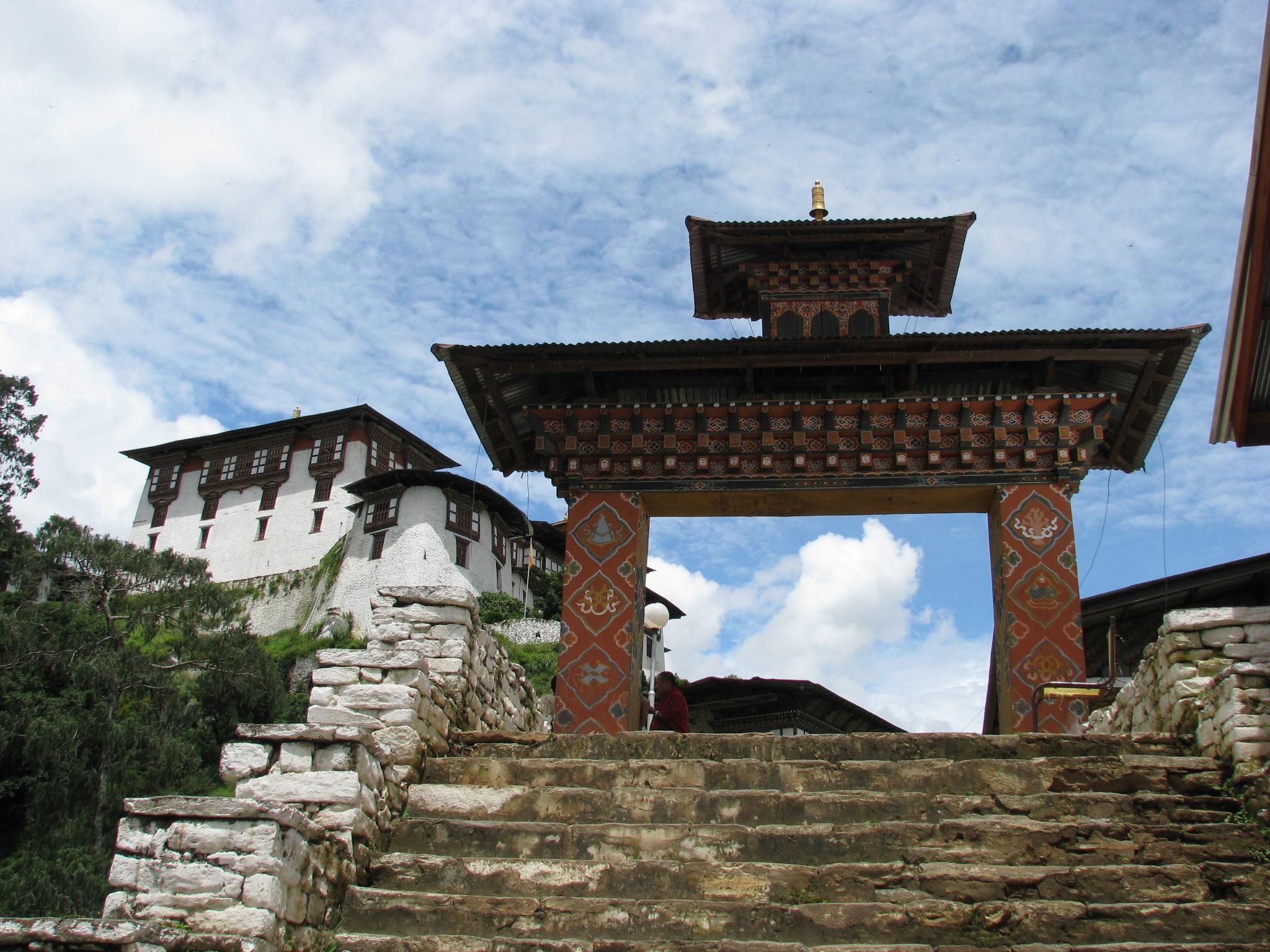
Вход через ворота дзонга

В состав дзонга входит пять храмов, трое из которых отходят от центральной башни и посвящены Гуру Ринпоче. В состав дзонга входит также храм Гонкханг, посвящённый Махакала, и храм, посвящённый Амитаюсу, Будде вечной жизни. На нижнем этаже храм, посвящённый Авалокитешваре. Зал собраний монахов Кунре, находится на верхнем этаже.
Землетрясение 2009
Во время землетрясения 21 сентября 2009 года дзонг был сильно повреждён.

## Прочие достопримечательности
Деревня Кхома на расстоянии часа ходьбы от главной дороги знаменита своим шёлком Кишу Тара.
На расстоянии трёх дней ходьбы от Кхома на север находится Сингье-дзонг, основанный женой Падмасамбхавы Еше Цогьял, здесь бывал лично Падмасамбхава во время своей второй поездки в Бутан.